# Jaroslav Ortman
Jaroslav Ortman (* 29. září 1952) je český advokát a bývalý politik, v 90. letech 20. století poslanec České národní rady a Poslanecké sněmovny za KSČ, respektive KSČM, pak za Levý blok, jemuž předsedal.

## Biografie
Absolvoval Právnickou fakultu Univerzity Karlovy.
V době normalizace byl Jaroslav Ortman tři roky soudcem. Právě tato práce podle něj byla důvodem, proč v roce 1977 po studiu práv vstoupil do Komunistické strany Československa. Vstup do strany pro něj morální dilema nepředstavoval, jak ostatně sám Ortman připomíná. 
Ve volbách v roce 1990 byl zvolen do České národní rady za KSČ (respektive za její českou část KSČM). Opětovně byl do ČNR zvolen ve volbách v roce 1992, nyní za koalici Levý blok, kterou tvořila KSČM a menší levicové skupiny (volební obvod Středočeský kraj). Zasedal ve výboru petičním, pro lidská práva a národnosti a ve výboru mandátovém a imunitním.
Od vzniku samostatné České republiky v lednu 1993 byla ČNR transformována na Poslaneckou sněmovnu Parlamentu České republiky. Během volebního období 1992–1996 přešel do strany Levý blok (skupina reformní levice, která po rozpadu koalice Levý blok přijala název této střechové platformy a v parlamentu působila nezávisle na KSČM). Již v roce 1993 ohlásil, že utvořil přípravný výbor strany Levý blok, za což ho v říjnu 1993 KSČM vyloučila z Rady Levého bloku (myšlena koalice Levý blok, v níž komunisté stále ještě zasedali). V letech 1992–1996 byl předsedou poslaneckého klubu Levého bloku (zpočátku jako koalice LB pak klubu samostatné strany LB). V letech 1995–1996 byl navíc členem organizačního výboru sněmovny. V únoru 1995 se stal předsedou strany Levý blok. Do té doby byl jejím místopředsedou.
V sněmovních volbách roku 1996 Levý blok neuspěl. Ortman následně oznámil, že zahájí v Praze advokátní praxi. Zároveň odmítl jasně říct, jestli bude kandidovat do senátu. V senátních volbách na podzim 1996 pak nakonec kandidoval za senátní obvod č. 16 - Beroun. Získal ale jen 4 % hlasů a nepostoupil do 2. kola. Byl kandidátem za Levý blok. V prosinci 1996 pak v důsledku neúspěchu dal na sjezdu Levého bloku k dispozici svou funkci. Vzhledem k absenci jiného kandidáta nakonec ale předsedou strany zůstal. Naznačil, že odmítá spolupráci s KSČM, ale že uvažuje o spolupráci s dalšími reformně levicovými stranami (zejména se Stranou demokratické levice). Na post předsedy LB rezignoval v březnu 1997. Nahradila ho jako pověřená předsedkyně dosavadní místopředsedkyně strany Marie Stiborová.
Následně působil jako advokát, který zastupuje klienty i v některých významných kauzách. Byl například obhájcem Davida Berdycha z Berdychova gangu.